# Acceglio
Acceglio (piemontesisch: Assèj) ist eine Gemeinde in der italienischen Provinz Cuneo (CN) in der Region Piemont.

## Lage und Einwohner
Acceglio liegt 55 Kilometer westlich von der Provinzhauptstadt Cuneo entfernt am Ende des Valle Maira auf einer Höhe zwischen 1200 m und 1650 m über dem Meeresspiegel. Das Gemeindegebiet umfasst eine Fläche von 151,53 km² und hat 160 Einwohner Acceglio ist einer der am dünnsten besiedelten Orte Italiens und die am westlichsten gelegene in der Provinz Cuneo. Zu dieser Gemeinde gehören die Ortsteile (Frazioni) Barenghi Beppe, Chialvetta, Chiappera, Lausetto, Ponte Maira, Pratorotondo, Saretto, Stroppia, Unerzio und Villaro.
Die Nachbargemeinden sind Argentera, Bellino, Canosio, Val d’Oronaye (Frankreich), Prazzo und Saint-Paul-sur-Ubaye (Frankreich).
Schutzpatron des Ortes ist die Santa Maria Assunta.

## Geschichte
Der Name Acceglio stammt vermutlich vom lateinischen ad cilium oder dem vorkeltischen ocelum beziehungsweise oscelum. Eine erste schriftliche Erwähnung des Namens erfolgte im Jahr 1028. Im 13. Jahrhundert war der Ort im Besitz der Markgrafen von Saluzzo. Er genoss zusammen mit 12 weiteren Gemeinden im Maira-Tal eine gewisse Autonomie und war relativ unabhängig von den Herrschenden. Anschließend gerieten sowohl das Marquisat als auch das Tal unter die Herrschaft Frankreichs und wurden so im 16. Jahrhundert zu einem der wichtigsten Zentren des Calvinismus in der Region. Doch mit der Ausbreitung der Häresie übernahm Herzog Karl Emanuel I. von Savoyen das Gebiet und zwang einen großen Teil der Bevölkerung ins Exil.

## Sehenswürdigkeiten
- Die Kirche Chiesa della Confraternita dell’Annunziata
- Das Kloster Convento dei Cappuccini und dessen Kapelle Chiesetta di San Defendente

## Bildgalerie

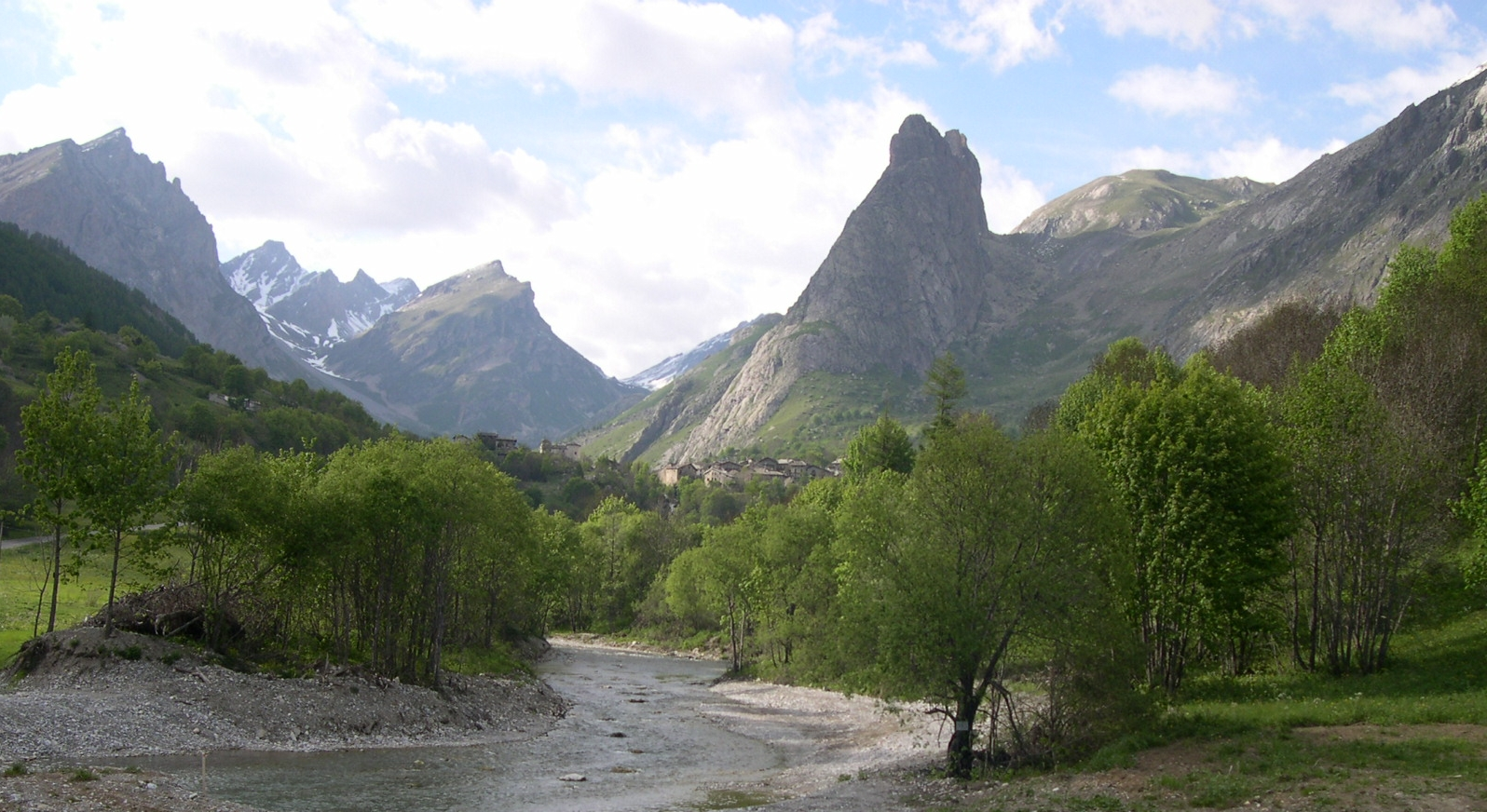
Blick auf das obere Val Maira
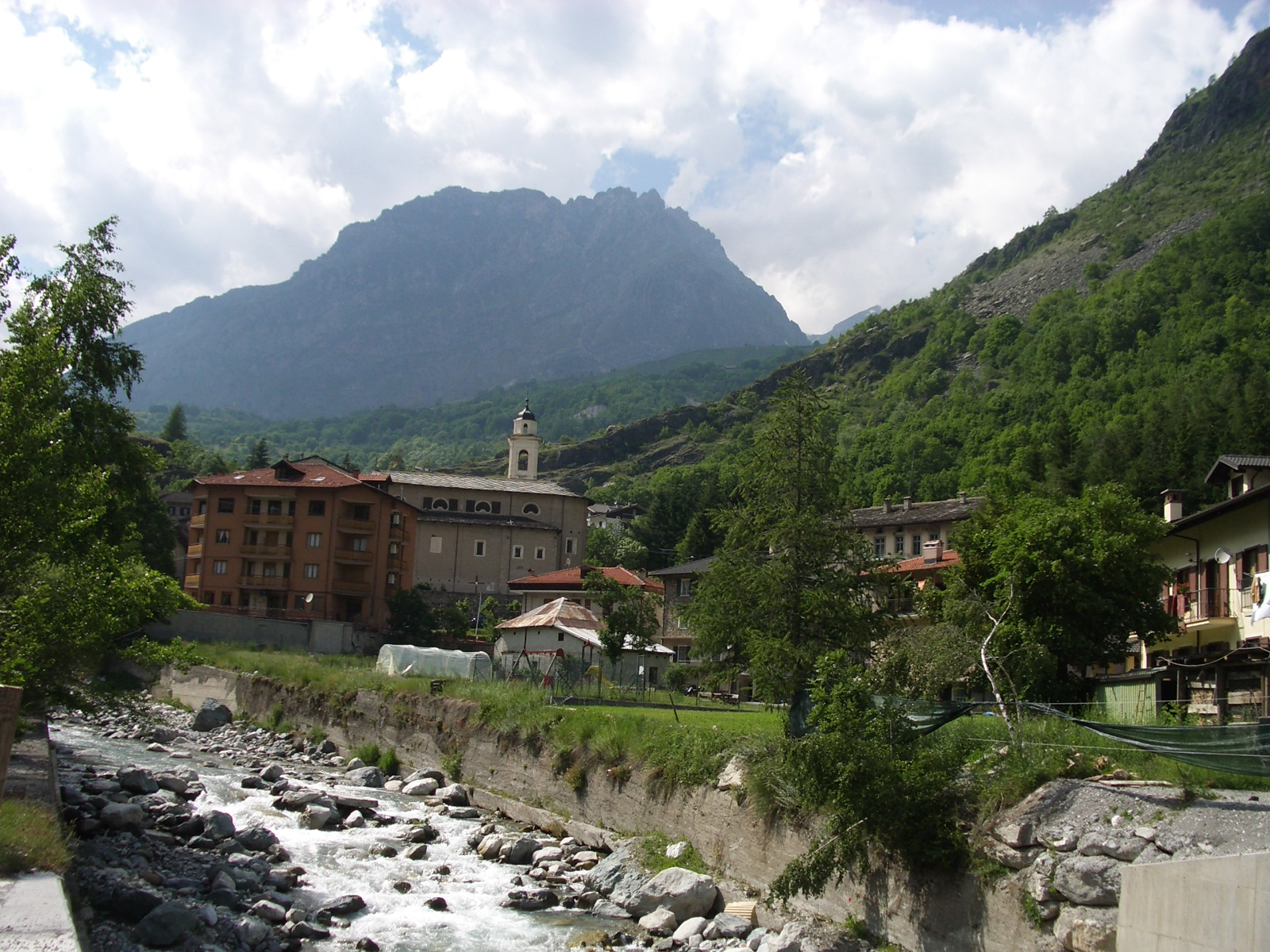
Acceglio
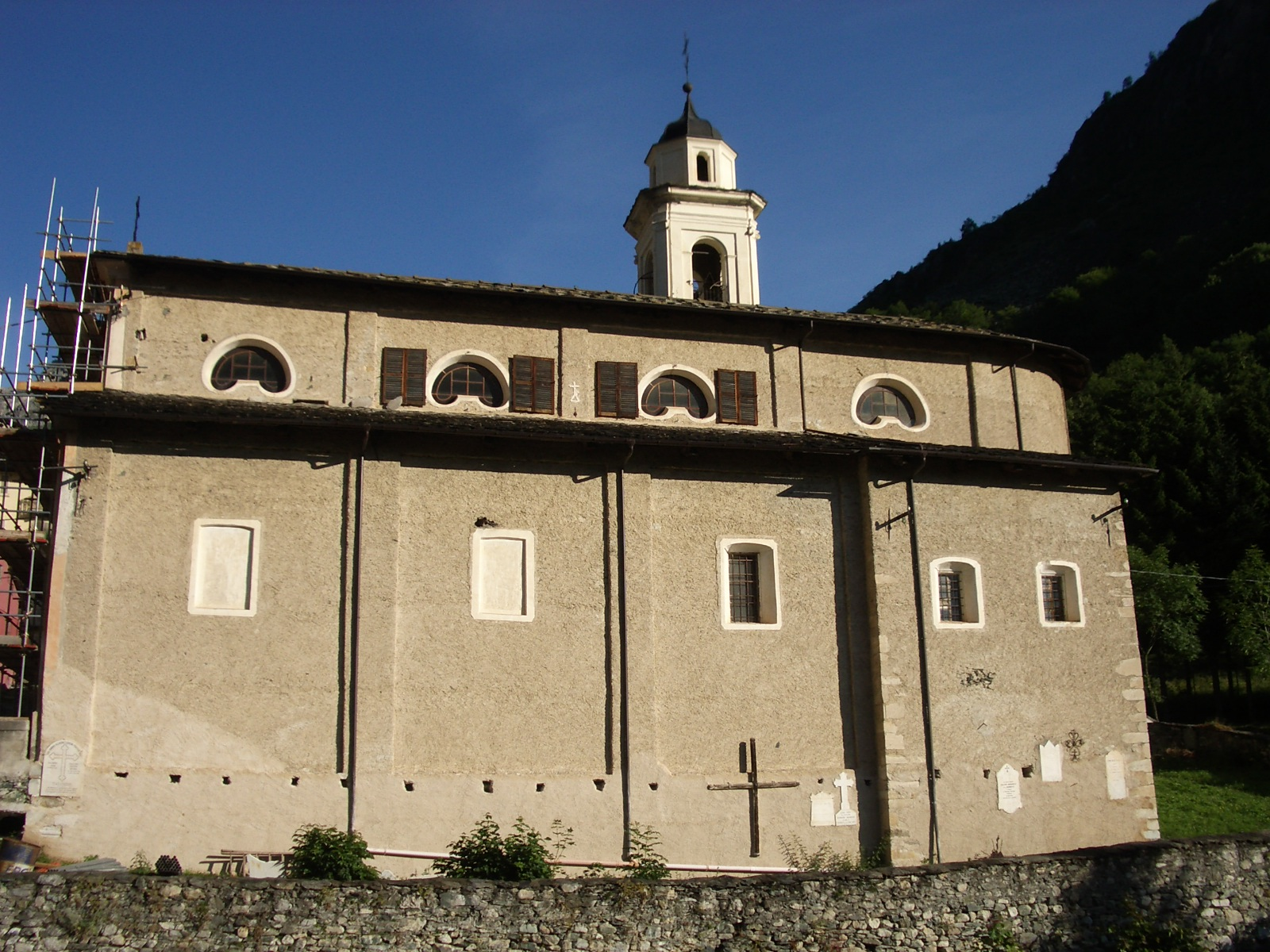
Kirche von Acceglio
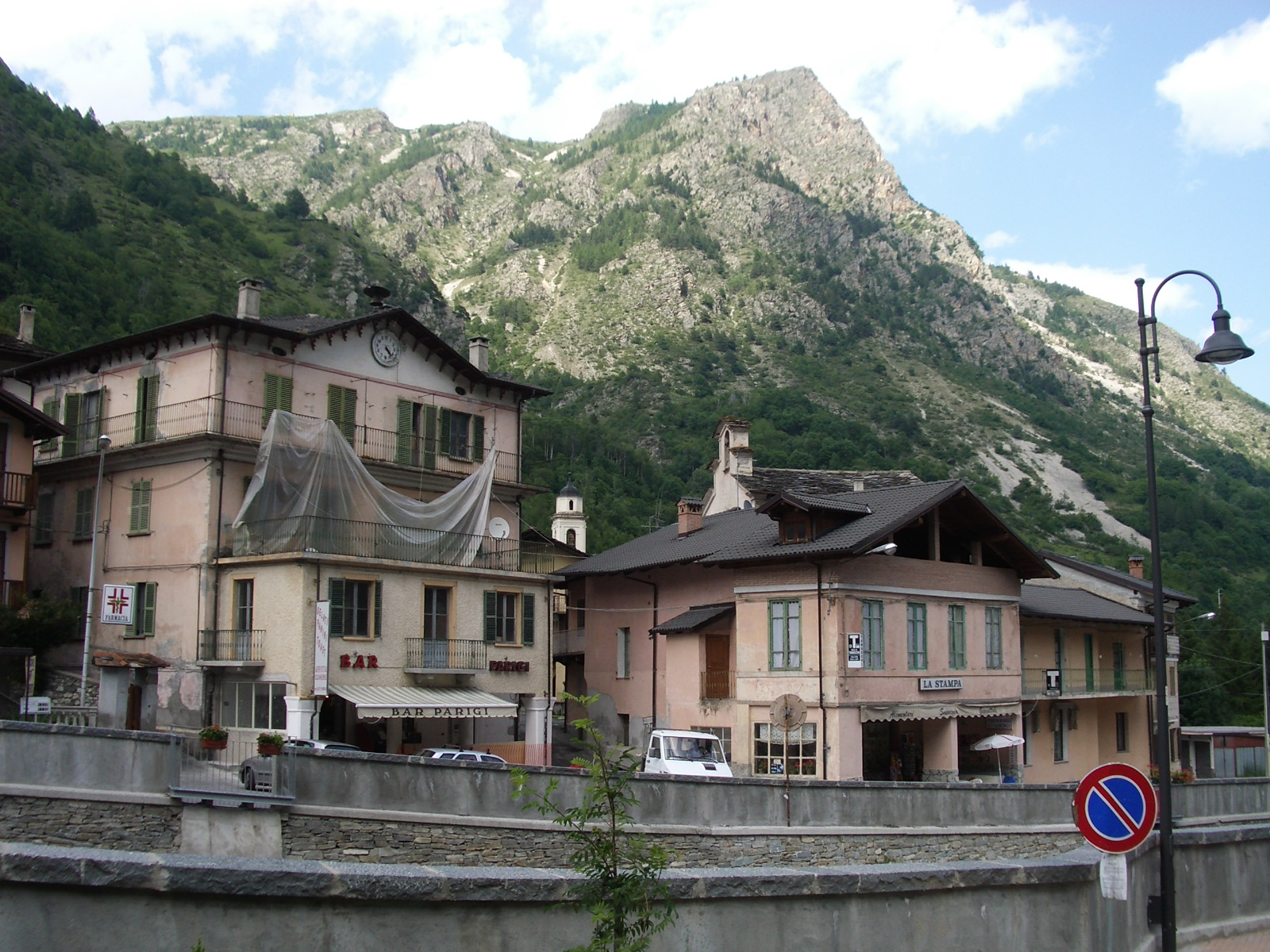
Acceglio, Dorfteil mit Bar Parigi
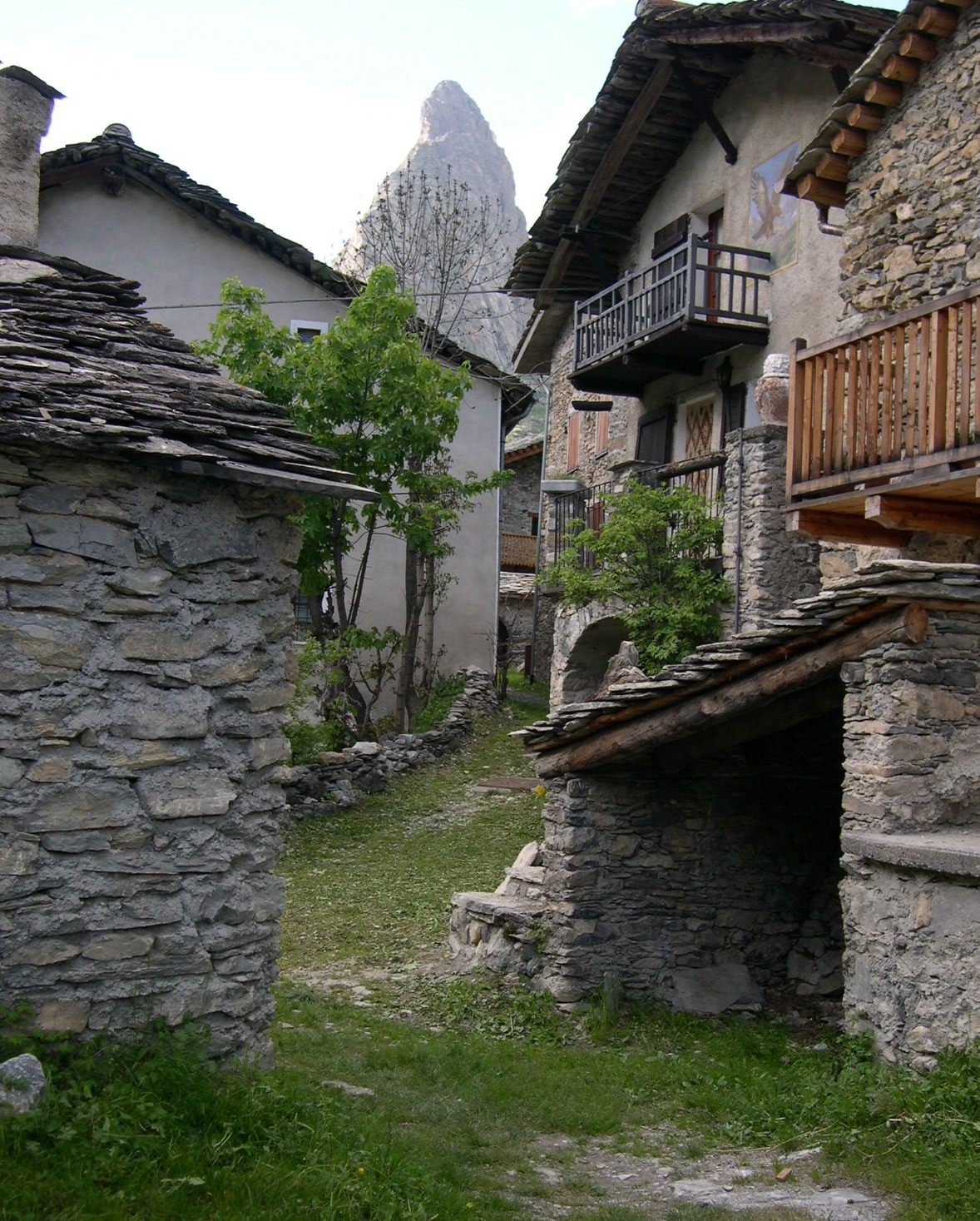
Chiappera (2006)
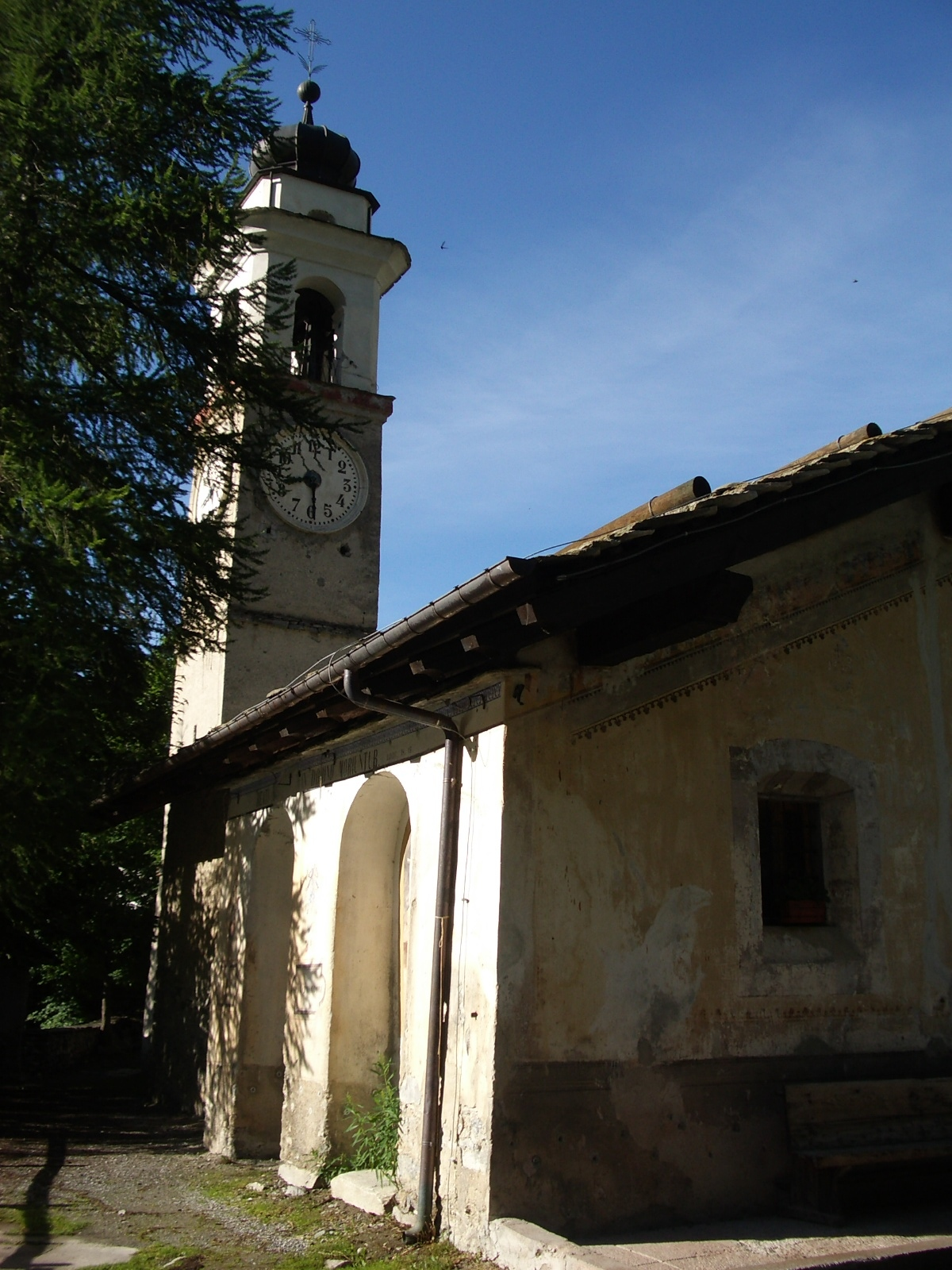
Kirche von Chiappera
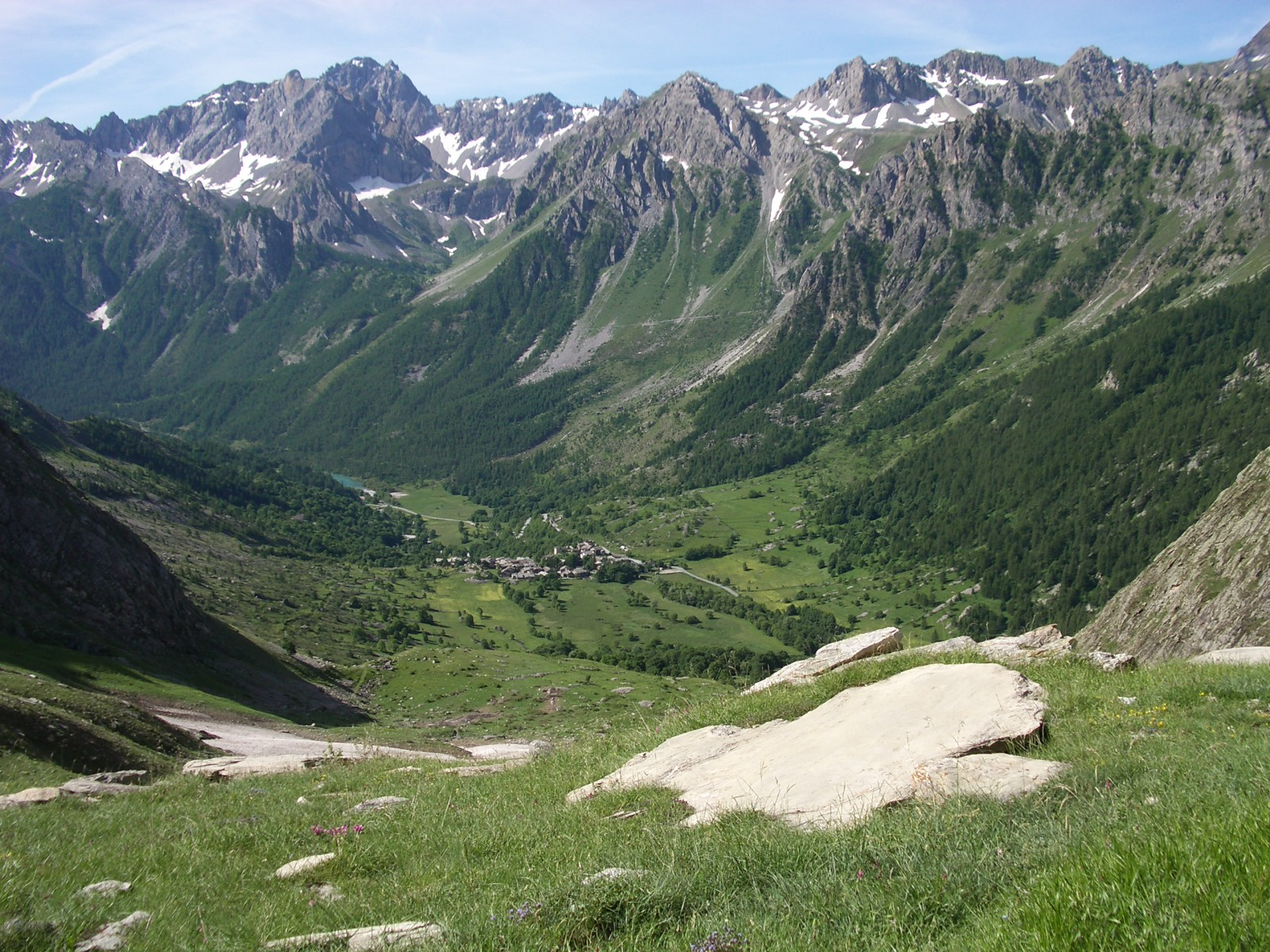
Blick auf Chiappera vom Colle Gregori
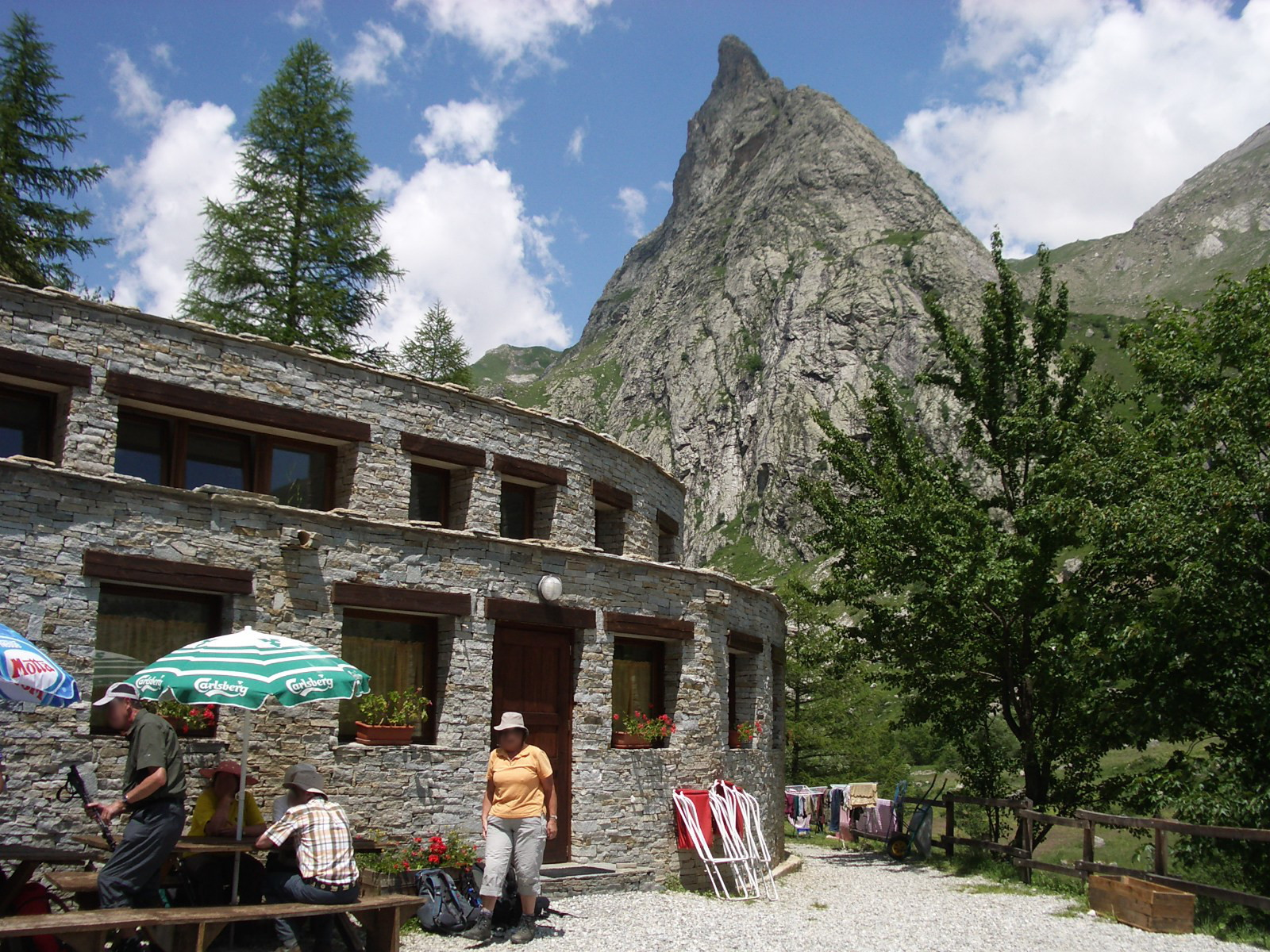
Campo Base mit Provenzale
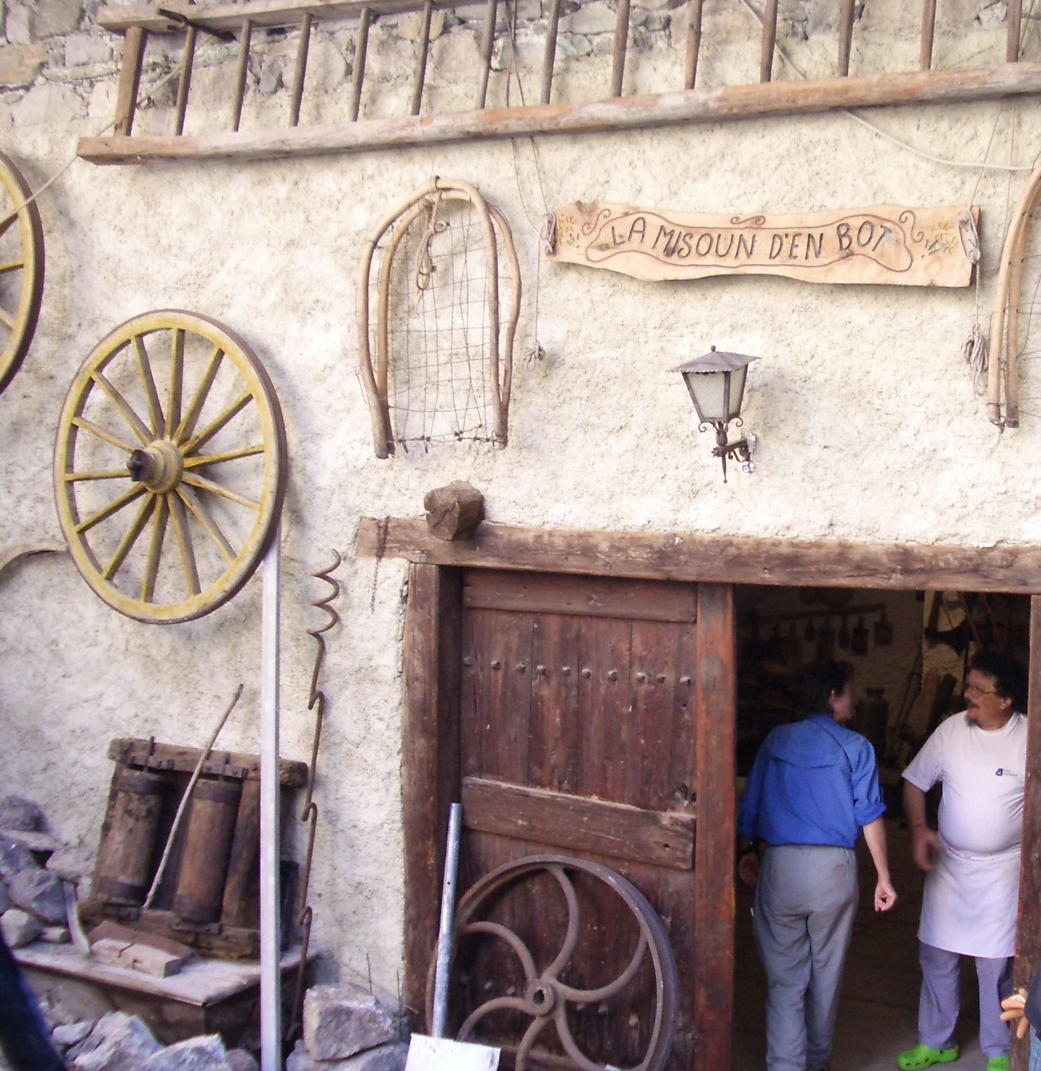
Chialvetta, ethnografisches Museum La Misoun d’En Bot
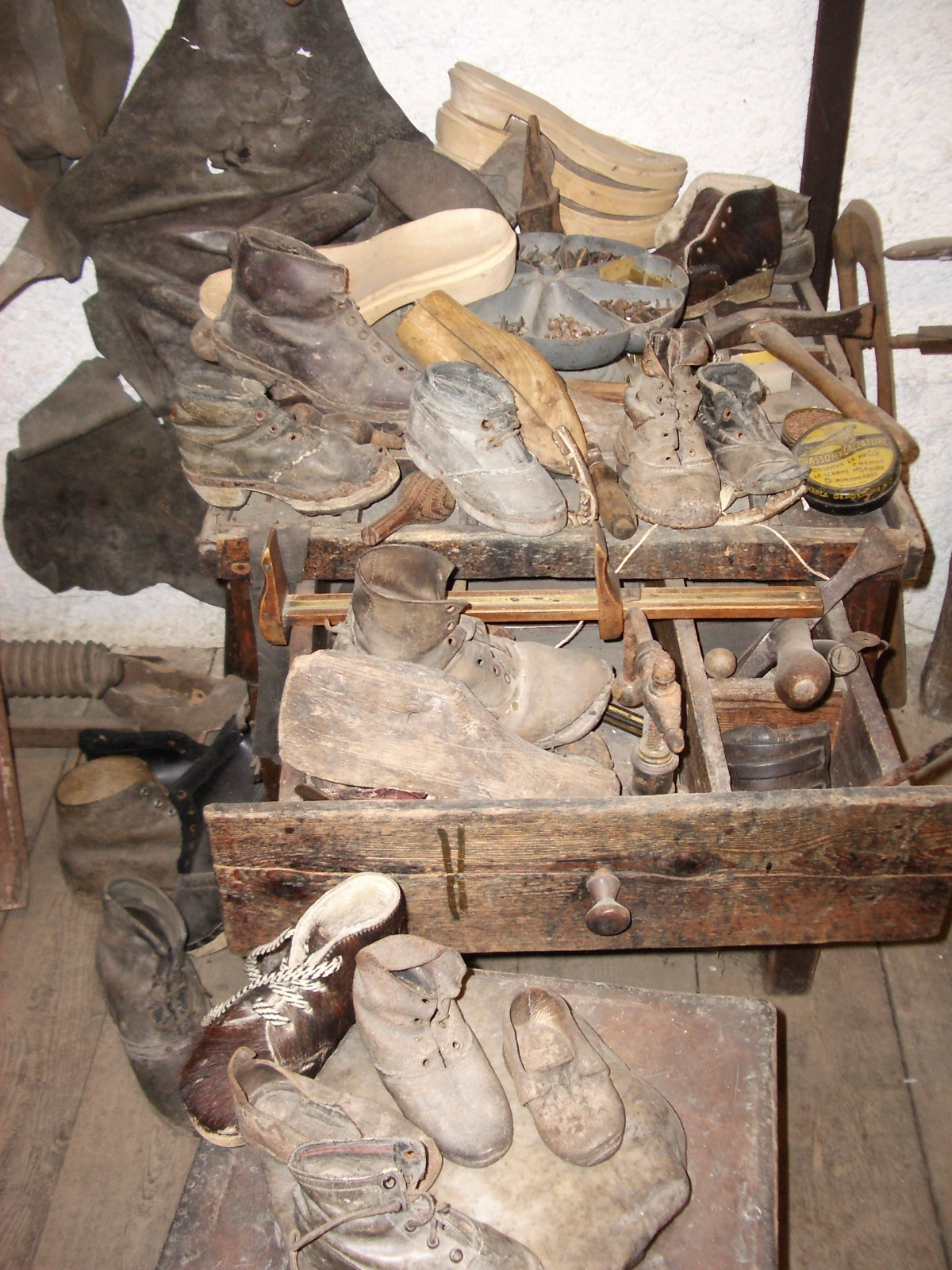
Chialvetta, im Museum
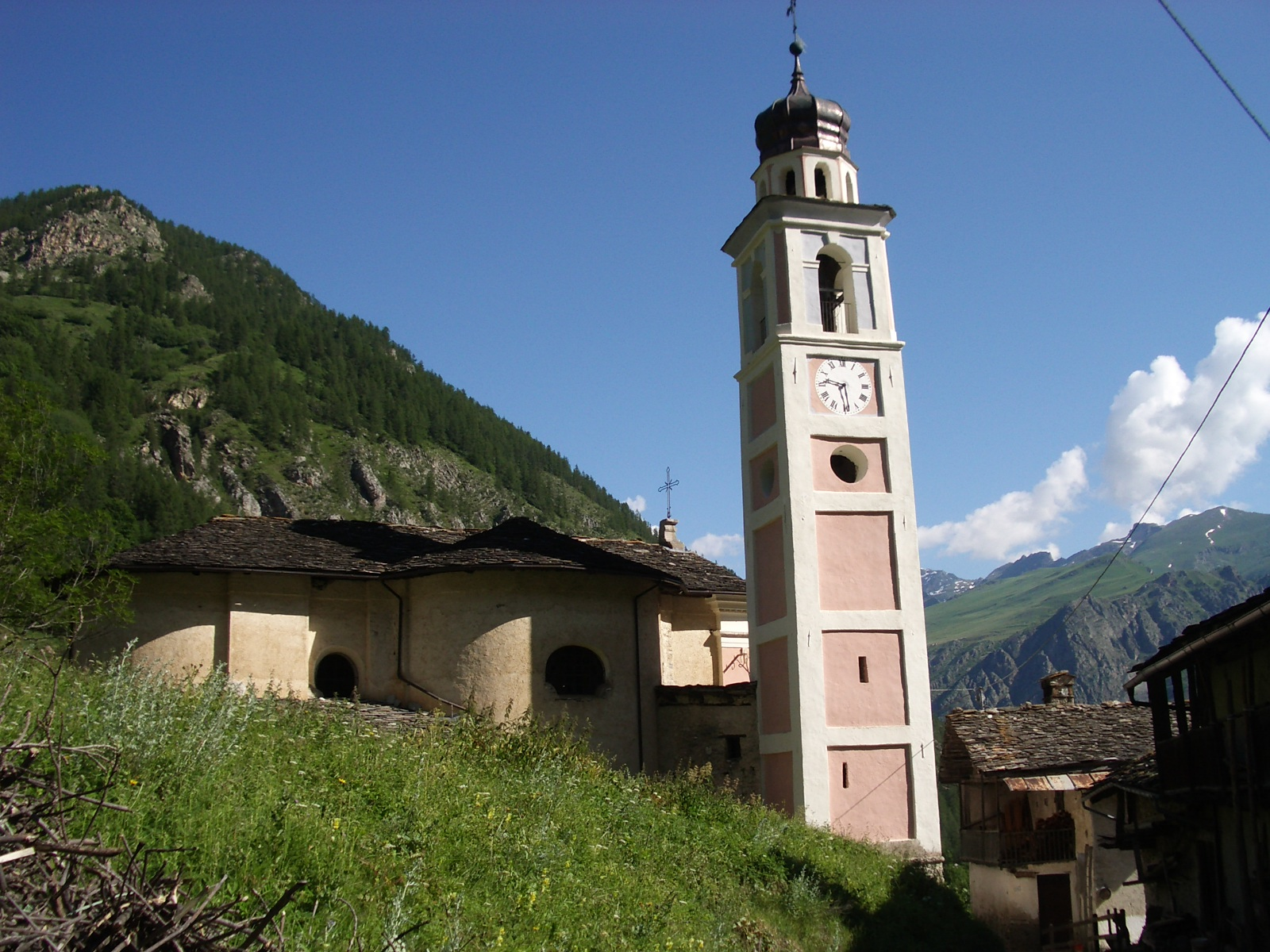
Kirche von Chialvetta
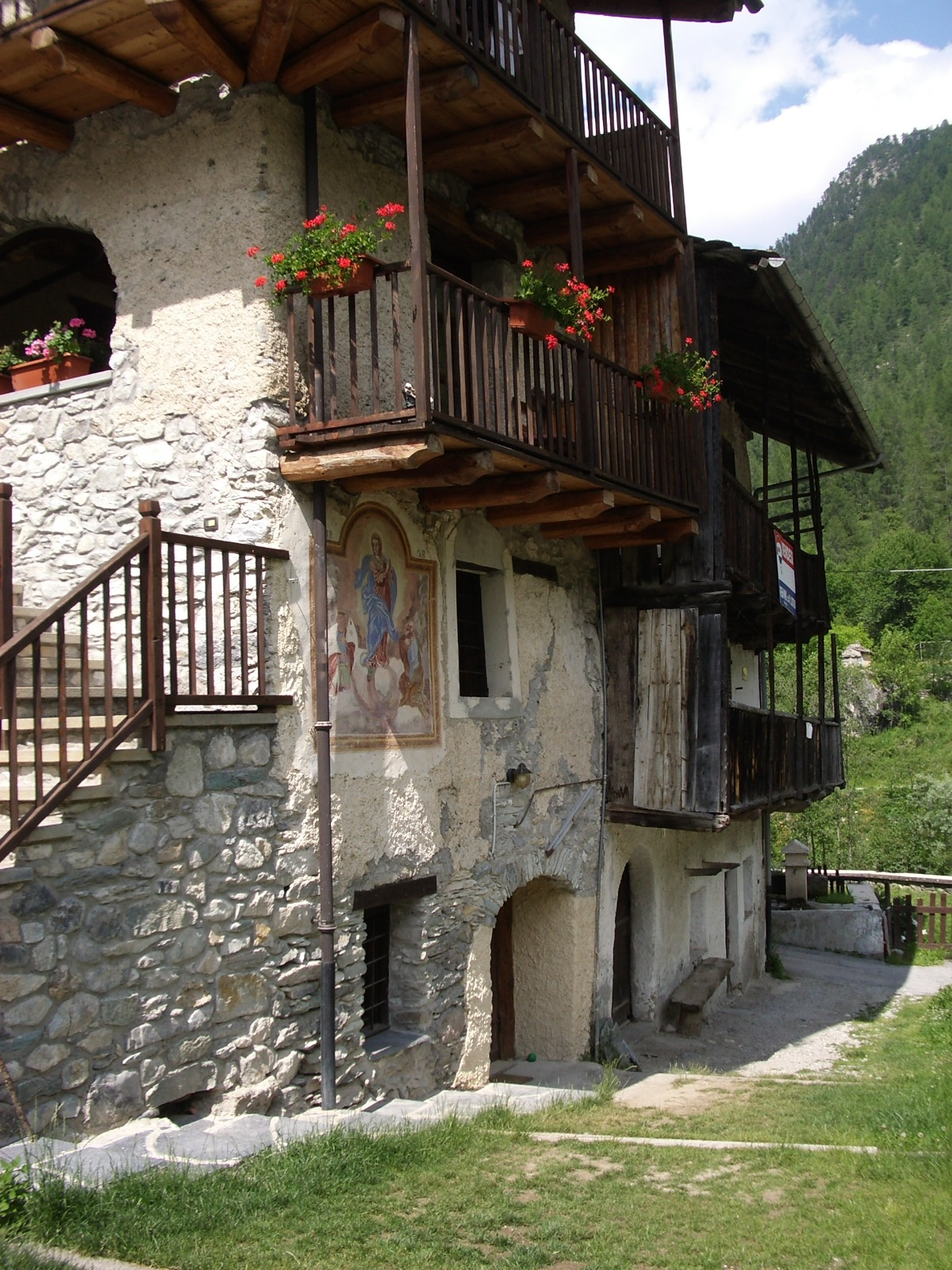
Altes Haus in Chialvetta
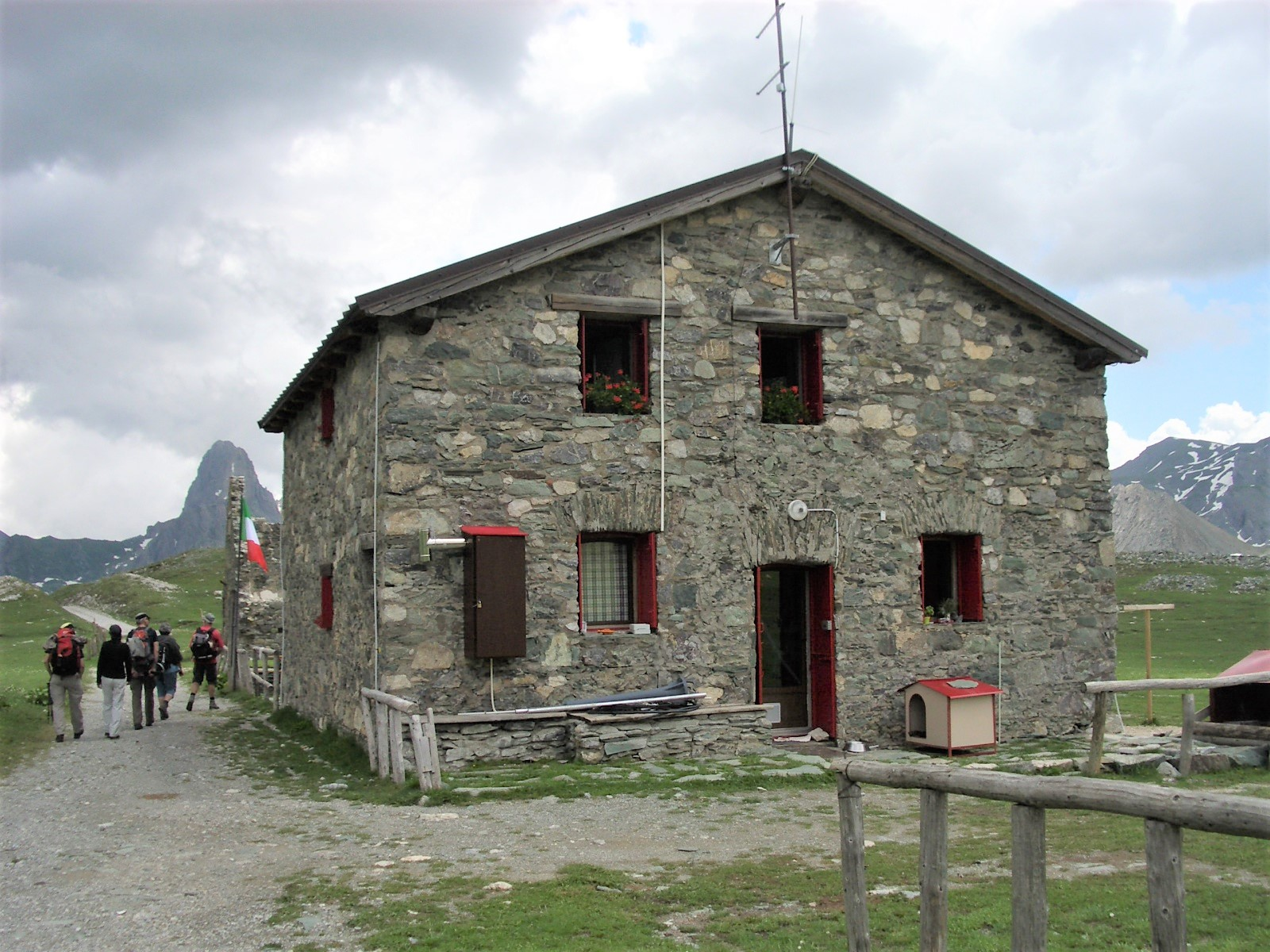
Gardettahütte C.A.I 2335 m, Etappenort auf der GTA-Wanderroute von Ghialvetta über den Gardettapass

## Söhne und Töchter der Gemeinde
- Giovanni Battista Rosani (1787–1862), Kurienbischof und Präsident der Akademie für den kirchlichen Adel